# Подбелжец
Подбелжец (пол. Podbełżec; укр. Підбелжець) — частина села Озерня у Польщі, в Люблінському воєводстві Томашівського повіту, ґміни Томашів.

## Історія
Первісним населенням Підбелжецем були русини-лемки, які компактно проживали на своїх історичних землях. 